# Iepe Rubingh
Iepe Rubingh (Rotterdam, 17 agosto 1974 – Berlino, 8 maggio 2020) è stato un artista e imprenditore olandese, ideatore del Chess boxing.

## Biografia

### Artista
In una forma di Performance art ha bloccato incroci stradali a Berlino e Tokyo (Incrocio di Shibuya) allo scopo di creare grandi congestioni. Scontò 10 giorni di carcere per l'azione di Tokyo.

### Chess boxing
Il Chess boxing fu da lui regolamentato nel 2003, prendendo ispirazione dalla trama della graphic novel di Enki Bilal Freddo equatore.
Fu Presidente World Chess Boxing Organisation, oltre che CEO della Chess Boxing Global, la sezione marketing del Chess boxing professionistico.
Fu inoltre, nel 2003, Campione mondiale dei pesi medi della disciplina.